# Damfír
A dámpír vagy dhampir (téves szóalakkal: damfír, de ismert még dampyr, dhampyr, dhamphir, danpeal, danpilia változatban is) egy legendabeli teremtmény. Félig vámpír, félig ember, általában rendelkezik különleges képességekkel és külseje lenyűgöző szépségű. Úgy tartják, a vére hihetetlen hatalommal ruházza fel azt, aki iszik belőle.
A kifejezés albán eredetű (a gheg albán nyelvre jellemző v > dh hangcserével a vámpír kifejezésből, illetve a népi etimológia szerint magyarázzák még a dhamb 'fog' és pir 'inni' összetételével), kiejtése: [ðamˈpir], tehát semmi sem indokolja az f-es átírást a magyar változatban.

## Dámpírok a kultúrában
Ma egyedi és megkapó mítoszuk folytán a dámpírok, hasonlóan más legendás lényhez állandó szereplői lettek a fantasztikus irodalomnak, képregényeknek és filmeknek.

### Anime és manga
A japán animékben, mangákban is megjelennek itt-ott vámpírok, sőt, van kifejezetten róluk szóló történet is. A Vampire Knight c. történet egy olyan akadémiában játszódik, ahol az éjjeli tagozat tanulói mind vámpírok. Az akadémia prefektusai az igazgató 2 fogadott gyereke, akik közül az egyik vámpír. A történetbe jócskán akad szerelmi szál, dráma, humor egyaránt. A Rosairo to vampire egy szerencsétlen fiú mindennapjait mutatja be egy nem mindennapi iskolába, ahová véletlenül került. Az iskola tele van misztikus lényekkel, és legjobb barátja egy furcsa vámpírlány. De vámpírok akadnak még a Blood+-ban és a Hellsing-ben is.

#### D, a Vámpírvadász
D, a vámpírvadász (吸血鬼ハンターD, Banpaiā Hantā Dī) egy japán horrortörténet címszereplője. Írója Hideyuki Kikuchi.
Az 1983-as évektől Kikuchi 17 "D" novellát írt, Yoshitaka Amano ( a Final Fantasy sorozat designerének) illusztrációival.
Az első és harmadik könyvet vették a számos országban forgalmazásra kerülő anime mozik alapjául.

### Számítógépes játékok

#### BloodRayne
Rayne, a BloodRayne játék főszereplője szintén dámpír. Számtalan fivére és nővére van, (akiket le kell gyilkolnia, mivel vámpírok).
A lány Kagan, a vámpírkirály gyermeke, aki megerőszakolt egy halandó nőt. Miután Rayne megszületett Kagan megölte az anyját és lemészárolta az anya családját.
2005-ben a történetet BloodRayne – Az igazság árnyékában címen megfilmesítették.

#### Castlevania
A Castlevania sorozatokból Adrian Farenheit Tepes, vagy egyszerűen csak Alucard (アルカード, Arukādo) a gyümölcse Darkula és a halandó Lisa viszonyának.

### Film
Dhampiresa, azaz a női vámpír gondolata manapság nagyon népszerű. Különösen az 'Underworld' című filmben, ahol vámpírok harcolnak vérfarkasok ellen.

#### BloodRayne
Lásd: http://www.imdb.com/title/tt0383222/

#### Penge
- Penge (Blade) 1998
- Penge 2. (Blade II) 2002
- Penge – Szentháromság (Blade: Trinity) 2004

A Penge című film és két folytatása egy modern dámpír-történet, bár ez a szó konkrétan nem hangzik el benne. Amikor Penge édesanyját vámpírok támadják meg, a "vámpír-kór" a várandós nő testében változásokat idéz elő, ő maga belehal ebbe, a magzat egészségesen megszületik, és különleges képességekkel bír. Képes a fényben járni (amire a többi vámpír nem), ugyanakkor természetfeletti gyorsasággal és erővel rendelkezik; vért (is) iszik, ugyanakkor vadászik is a vámpírokra. Átmenetet képez a két faj között, és mindkettő előnyös tulajdonságait ötvözi magában.
Ami klasszikusan megmaradt a dámpír-legendákból: a vámpírok felismerése az emberek között.